# PCgo
PCgo, publiziert von WEKA Media Publishing, ist eine monatlich erscheinende Computerzeitschrift, die sich vor allem mit den anwenderspezifischen Aspekten von Computern beschäftigt. Schwerpunkt war Tipps und Workshops. Sie wurde im Frühjahr 2023 mit dem PC Magazin zusammengelegt. Anfang Oktober 2023 erschien die erste gemeinsame Ausgabe 11/2023 von PCgo und PC Magazin, PC go + PC Magazin. 

## Geschichte
Die Zeitschrift wurde ab 1993 erstmals veröffentlicht. Sie war die erste Computerzeitschrift in Deutschland, die regelmäßig mit einer DVD erschien. PCgo erschien üblicherweise in drei Varianten: als Magazin-Ausgabe mit einer „Online-CD“, als „DVD“-Ausgabe mit einer DVD und als „Premium Gold“ mit zwei DVDs. Die ursprünglich eigenständige Website www.pcgo.de wurde später mit der des Schwestermagazins PC Magazin zusammengelegt. Seit dem 17. April 2023 bündelt die Online-Plattform connect-living.de alle Themen rund um ein vernetztes Leben. Das Themenspektrum wurde erweitert und Smart Home, Geräte für Haushalt, Küche und Garten bis hin zu Elektronik allgemein werden zusätzlich abgedeckt. Seit der Druckausgabe 11/2023 erscheinen PCgo und PC Magazin nicht mehr als einzelne Zeitschriften, sondern zusammen als Zeitschrift PCgo + PC Magazin. Die Druckauflage der gemeinsamen Zeitschrift beträgt Ende 2023 43.000 Exemplare, die verbreitete Auflage beträgt 32.200 Exemplare.

## Auflage
PCgo war im gesamten deutschsprachigen Raum erhältlich und wurde zur Ausgabe 11/2023 mit dem PC Magazin zu PCgo + PC Magazin zusammengelegt.